# Virginia Slims of Albuquerque 1989
Virginia Slims of Albuquerque 1989 — жіночий тенісний турнір, що проходив на відкритих кортах з твердим покриттям в Альбукерке (США). Належав до турнірів 2-ї категорії в рамках Туру WTA 1989. Турнір відбувся вперше і тривав з 14 до 20 серпня 1989 року. Лорі Макніл здобула титул в одиночному розряді.

## Фінальна частина

### Одиночний розряд
Лорі Макніл —  Елна Рейнах 6–1, 6–3
- Для Макніл це був 4-й титул за сезон і 22-й - за кар'єру.

### Парний розряд
Н Брандтке /  Елна Рейнах —  Раффаелла Реджі /  Аранча Санчес Вікаріо 4–6, 6–4, 6–2
- Для Прові це був єдиний титул за сезон і 2-й - за кар'єру. Для Рейнах це був єдиний титул за сезон і 1-й — за кар'єру.